# 多根村
多根村（たねむら）は、島根県飯石郡にあった村。現在の雲南市掛合町多根にあたる。

## 地理
- 河川：三刀屋川[1]
- 山岳：大日山[1]

## 歴史
- 1889年（明治22年）4月1日、町村制の施行により、飯石郡多根村が単独で村制施行し、多根村が発足[1][2]。
- 1905年（明治38年）多根鍋山信用購買組合設立[1]。
- 1951年（昭和26年）4月1日、飯石郡掛合村、松笠村と合併し掛合村が存続して廃止された[1][2]。

## 産業
- 農業、タバコ、炭[1]。